# Фолклендський фунт
Фолклендський фунт (англ. Falkland Islands Pound) — грошова одиниця британської заморської території Фолклендські острови.
В обігу знаходяться банкноти номіналом 5, 10, 20 і 50 фунтів. Емісію здійснює місцевий уряд. Міжнародне позначення фолклендського фунта — FKP.
Випуск банкнот фолклендських фунтів розпочато урядом островів у 1899 році. У 1974 році розпочато випуск Фолклендських монет. Валютний курс є прив'язаним до британського фунта стерлінгів у співвідношенні 1:1.
Спочатку Фолклендські фунт, як і фунт стерлінгів, дорівнював 20 шилінгам і 240 пенні, а з 14 лютого 1971 року — 100 пенсам.
Окрім фолклендського фунта, в країні використовується британський фунт стерлінгів. Банкноти Банку Англії, шотландських та північно-ірландських банків формально не є законним платіжним засобом, але використовуються в обігу. Місцеві гроші Фолклендських островів неможливо обміняти за межами країни.

## Валютний курс
Валютний курс фолклендського фунт є прив'язаним до британського фунта стерлінгів у співвідношенні 1:1.